# 津波警報・津波注意報が発表された事例の一覧
津波警報・津波注意報が発表された事例の一覧は、日本の気象庁が発表した津波警報及び津波注意報の事例の一覧である。
気象庁が津波警報の業務を開始したのは1952年である。その後、電波法の運用改正により1985年から放送事業者による津波警報時等の緊急警報放送の運用が開始された。
なお、2013年3月改正までは種別としては「津波警報（大津波）」「津波警報（津波）」「津波注意報」の3つに区分され、これらのうち「津波警報（大津波）」は「大津波警報」、「津波警報（津波）」は「津波警報」と呼称されていたが、東北地方太平洋沖地震後の津波警報等の改善の結果、「大津波警報」と「津波警報」を正式名称として採用することとなり、2013年3月改正以後は「大津波警報」「津波警報」「津波注意報」という区分となった。
以下、特記しない限り日付、時間は当時の日本時間（JST）とする。

## 1950年代
1952年
- 3月4日10時22分 - 十勝沖地震
  - 3月4日10時25分 - 中央気象台から三陸地方に弱い津波ありとの津波予報警報[6]、釧路地方気象台から釧路地方に弱い津波の津波予報警報[6]
  - 3月4日11時50分 - 釧路地方気象台により発せられていた警報解除[6]
  - 3月4日12時50分 - 中央気象台により発せられていた警報解除[6]

1953年
- 11月26日2時49分 - 房総沖地震[7]
  - 11月26日3時04分 - 中央気象台が7区・8区に津波警報（大津波）を発令[7]。現行の「大津波警報」に相当する津波警報（大津波）が発令された初の事例[8]。
  - 11月26日3時04分 - 札幌管区気象台が2区に津波警報（弱い津波）を発令[7]
  - 11月26日3時30分 - 名古屋地方気象台が9区・10区に津波警報（9区弱い津波、10区津波無し）を発令[7]
  - 11月26日5時40分 - 札幌管区気象台が2区の津波警報（弱い津波）を解除[7]
  - 11月26日5時50分 - 中央気象台が津波警報（大津波）を解除[7]
  - 11月26日6時00分 - 名古屋地方気象台が9区・10区の津波警報（9区弱い津波、10区津波無し）を解除[7]

## 1960年代
1960年
- 5月23日4時11分[9] - チリ地震津波
  - 24日4時59分 - 北海道太平洋沿岸（4区）に津波警報。
  - 24日5時00分 - 東北地方太平洋沿岸（2区）に津波警報。
  - 24日5時20分 - 茨城県から千葉県野島崎までの沿岸（7区）と東京湾から静岡県及び伊豆諸島（8区）に津波警報。
  - 24日6時07分 - 愛知県から三重県沿岸（9区）に津波警報。
  - 24日6時30分 - 四国地方の太平洋沿岸（15区）に津波警報。
  - 24日6時35分 - 和歌山県沿岸から大阪湾（11区）と岡山県から広島県の沿岸（12区）に津波警報。
  - 24日7時45分 - 九州東海岸と薩南諸島及び山口県瀬戸内海沿岸（16区）に津波警報[10][11]。
    - 5月24日4時頃より太平洋沿岸に津波が襲来していたものの、遠地地震で的確な判断をすることができず津波第一波が襲来後の警報発表となってしまったため、のちの警報改善の契機となった[10]。

  - 時間不明 - 津波警報解除。

1961年
- 2月27日 - 日向灘地震
  - 津波警報発表[12]。

1964年
- 6月16日13時01分 - 新潟地震
  - 6月16日13時30分津波警報発表[13]。

1968年
- 2月21日 - えびの地震
  - 津波警報発表[14]。
- 5月16日9時48分 - 十勝沖地震(Mj7.8)
  - 5月16日10時03分[15] - 津波警報発表[16]。
  - 5月16日23時00分 - 津波警報解除[17]。
    - この地震では青森県内で、八戸市では、測候所の観測で11時38分に2.8mの津波を観測[15]し、青森県内の沿岸では、八戸市北沼で4.8m、百石町で4.7m、八戸市種差と階上村（当時）で4.0mの津波を観測した[17][18]。

## 1970年代
1973年
- 6月17日12時55分 - 1973年6月17日根室半島沖地震(Mj7.4)
  - 6月17日13時6分 - 津波警報[19]

1975年
- 6月10日22時47分 - 北海道東方沖の地震
  - 6月11日0時7分 - 津波警報[20]

1978年
- 6月12日 - 宮城県沖地震
  - 津波警報[21]

## 1980年代
1980年
- 2月23日14時51分 - 根室半島東方沖の地震(Mj6.8)[22][23][24]
  - 2月23日15時10分 - 北海道の太平洋沿岸（2区）に津波警報、東北地方の太平洋沿岸（4区）に津波注意報[24][23][25]。
  - 北海道太平洋沿岸で津波を観測し、17時22分に花咲で22cmの津波を観測[25]。
- 6月29日16時20分 - 伊豆半島東方沖の地震(M6.7)
  - 茨城県から静岡県に至る太平洋沿岸と伊豆諸島（7区・8区）に津波注意報[25]。
  - 伊豆大島の岡田で16時30分に57cmの津波を観測[25]。

1981年
- 1月19日3時17分 - 三陸沖の地震(Mj7.0)[22][24][23]
  - 1月19日3時25分 - 東北地方の太平洋沿岸（4区）に津波警報、北海道の太平洋沿岸（2区）と茨城県から千葉県の野島崎に至る太平洋沿岸（7区）に津波注意報[24][23][25]。
  - 大船渡で3時48分に20cm、浦河で6時50分に20cmの津波を観測[25]。

1982年
- 3月21日11時32分 - 浦河沖地震(Mj7.1)[22][24][23]
  - 3月21日11時45分 - 津波警報[24][23]
- 7月23日23時23分 - 茨城県沖の地震(M7.0)
  - 東北地方の太平洋沿岸（4区）と茨城県から千葉県の野島崎に至る太平洋沿岸（7区）に津波注意報[25]。
  - 鮎川で7月24日0時30分に37cmの津波を観測[25]。

1983年
- 5月26日11時59分 - 日本海中部地震(Mj7.7)[22][24][23]
  - 5月26日12時13分 - 新潟県から石川県輪島までの日本海沿岸（6区）に津波警報[24][23][26]、石川県輪島から福井県の沿岸（10区）に津波注意報[26]。
  - 5月26日12時14分 - 東北地方の日本海沿岸と陸奥湾（5区）に津波警報（大津波）[24][23]、北海道の日本海沿岸（3区）に津波警報、北海道の太平洋沿岸（2区）と東北地方の太平洋沿岸（4区）に津波注意報[26]。
  - 5月26日12時45分 - 京都府から島根県の沿岸（13区）に津波注意報[26]。
  - 5月26日20時58分 - 東北地方日本海側の津波警報が注意報に切り替え[26]、東北地方太平洋側の津波注意報が解除 [27]。
  - 5月26日20時59分 - 北海道日本海側の津波警報と北海道太平洋側の津波注意報が解除[27]。
  - 5月26日21時01分 - 新潟県から石川県輪島までの津波警報と石川県輪島から福井県の津波注意報が解除[27]。
  - 5月26日23時30分 - 京都府から島根県の津波注意報が解除[27]。
    - この地震では、新潟県相川で13時38分に92cm、北海道江差で14時35分に78cm、青森県深浦で13時36分に55cm[注 1]、北海道函館で15時40分に53cmの津波をそれぞれ観測した。また、新潟県両津では、県土木事務所の検潮儀で、13時15分に1m25cmの津波を観測した[26]ほか、注意報が出てなかった長崎県など九州北部でも津波を観測した[28]。青森県内の沿岸では、後の調査で、岩崎村（当時）木蓮寺海岸で5.8mの津波が、その他の青森県内の日本海沿岸では、2m～4.5mの津波[注 2]が襲った事が確認された。
- 6月21日15時25分 - 青森県西方沖の地震(Mj7.1)[22][24][23]
  - 6月21日15時37分 - 北海道日本海側（2区）に津波警報[24][23][29]。
  - 6月21日15時38分 - 東北地方の日本海側（5区）に津波警報[29]。また、北海道太平洋側と北陸から九州北部の日本海側及び九州西岸には、津波注意報が発表された[29]。
  - 6月21日18時15分 - この時間までに、津波警報・注意報は全て解除[29]。
- 12月28日15時37分 - 三宅島近海の地震(M6.4)
  - 茨城県から静岡県に至る太平洋沿岸と伊豆諸島（7区・8区）に津波注意報[25]。
  - 八丈島で15時48分に38cmの津波を観測[25]。

1984年
- 3月24日18時43分 - 北海道東方沖の地震(Mj6.8)[22][24][23]
  - 3月24日18時53分 - 北海道の太平洋沿岸（2区）に津波警報、北海道のオホーツク海沿岸（1区）と東北地方の太平洋沿岸（4区）に津波注意報[24][23][25]。
  - 19時37分に花咲で19cmの津波を観測[25]。
- 6月13日11時29分 - 鳥島近海の地震(M5.9)
  - 茨城県から静岡県に至る太平洋沿岸と伊豆諸島（7区・8区）に津波注意報[25]。
  - 土佐清水で13時38分に25cmの津波を観測[25]。なお、マグニチュード5.9は日本周辺で津波を発生させた地震としては、2024年9月24日に鳥島近海の地震（М5.8）で津波が観測されるまで、最も値が小さい地震であった[25]。
- 8月7日4時6分 - 日向灘の地震(Mj7.1)[22][24][23]
  - 8月7日4時14分 - 紀伊半島から九州に至る太平洋沿岸（11区・15区・16区）に津波警報、茨城県から三重県に至る太平洋沿岸（7区・8区・9区）と沖縄県の沿岸（18区）に津波注意報[24][23][25]。
  - 日向白浜で4時16分に23cmの津波を観測[25]。
- 9月19日2時2分 - 房総半島南東沖の地震(M6.6)
  - 北海道から九州に至る太平洋沿岸（2区・4区・7区・8区・9区・11区・15区・16区）に津波注意報[25]。
  - 布良で3時10分に23cmの津波を観測[25]。

1985年
- 3月4日7時47分 - チリ中部の地震(Ms7.8)
  - 北海道から九州に至る太平洋沿岸および沖縄県の沿岸（2区・4区・7区・8区・9区・11区・15区・16区・18区）に津波注意報[25]。
  - 12時21分に父島で34cmの津波を観測[25]。なお、チリ中部のパノレパライソで110cmの津波を観測した[25]。

1986年
- 5月8日7時47分 - アリューシャン列島中部の地震(Ms7.7)
  - 北海道のオホーツク海沿岸（1区）と北海道から九州に至る太平洋沿岸および沖縄県の沿岸（2区・4区・7区・8区・9区・11区・15区・16区・18区）に津波注意報[30]。
  - 父島で16時3分に28cm、御前崎で21時26分に28cmの津波を観測した[30]。
- 11月15日6時20分 - 台湾付近の地震（Ms7.8）
  - 沖縄県の沿岸（18区）に津波注意報[30]。
  - 宮古島の平良港で8時15分に50cmの津波を観測した[30]。

1987年
- 3月18日12時36分 - 日向灘の地震（Mj6.6）[22][24][23]
  - 3月18日12時43分 - 津波警報[24][23]
  - 最初の緊急警報放送実施例[2][31]。
- 4月7日9時41分 - 福島県沖の地震（Mj6.9）
  - 4月7日9時49分 - 青森県から千葉県野島崎までの太平洋沿岸に津波注意報
  - 4月7日10時45分 - 注意報解除。[32]
- 12月17日11時8分 - 千葉県東方沖地震（Mj6.7）[22]
  - 津波注意報
  - 東北、関東、静岡県と伊豆諸島の沿岸に津波注意報発表。11時55分に注意報解除。

1989年
- 10月29日14時25分 - 三陸はるか沖の地震（M6.5）
  - 東北地方の太平洋沿岸（4区）に津波注意報[30]。
  - 宮古で15時22分に11cmの津波を観測した[30]。
- 11月2日3時25分 - 三陸はるか沖の地震（Mj7.1）[22][24][23]
  - 11月2日3時34分 - 東北地方の太平洋沿岸（4区）に津波警報、北海道の太平洋沿岸（2区）、東北地方の日本海沿岸と陸奥湾（5区）及び茨城県から千葉県の野島崎までの太平洋沿岸（7区）に津波注意報[24][23][30]。
  - 緊急警報放送実施[31]
  - 宮古で4時18分に63cmの津波を観測した[30]。
  - この警報発表で、青森地方気象台は、仙台管区気象台から伝達された『（青森県沿岸の）津波警報発表』を誤って『津波注意報発表』と関係機関に伝達、警報伝達が5分遅れるミスが有った[33]。

## 1990年代
1990年
- 9月5日 - 東海道はるか沖を震源とする地震[34]
  - 津波注意報[34]
- 9月24日6時13分 - 東海道はるか沖を震源とする地震（M6.6）
  - 6時26分 - 東京湾から静岡県までの沿岸及び伊豆諸島沿岸（8区）、愛知県と三重県沿岸（9区）に津波注意報[30][35]。
  - 6時30分 - 和歌山県と大阪湾の沿岸（11区）、四国地方の太平洋沿岸（15区）に津波注意報[30][35]。
    - 神津島で6時22分に27cmの津波を観測した[30]。

  - 8時11分 - 8区と9区の津波注意報解除[35]。
  - 8時30分 - 11区と15区の津波注意報解除[35]。

1991年
- 9月3日 - 東海道はるか沖を震源とする地震[34]
  - 津波注意報[34]

1992年
- 7月18日 - 東海道はるか沖を震源とする地震[34]
  - 津波注意報[34]
- 7月18日17時37分 - 岩手県沖を震源とする地震（Mj7.0）[36]
  - 17時44分 - 東北地方の太平洋沿岸（4区）に津波注意報[35]。
  - 17時45分 - 北海道の太平洋沿岸（2区）に津波注意報[35]。
  - 17時49分 - 茨城県から千葉県野島崎までの沿岸（7区）に津波注意報[35]。
  - 19時45分 - 津波注意報解除[35]。

1993年
- 7月12日22時17分 - 北海道南西沖地震(Mj7.8)[22][24][23]
  - 22時22分 - 北海道の日本海沿岸（3区）に津波警報（大津波）[24][23]、同地方の太平洋沿岸（2区）に津波警報、同地方のオホーツク海沿岸（1区）に津波注意報[35]。
  - 22時25分 - 東北地方の日本海沿岸と陸奥湾（5区）に津波警報（大津波）、同地方の太平洋沿岸（4区）に津波警報[35]。
    - 緊急警報放送実施[31]。

  - 22時31分 - 新潟県から石川県輪島（6区）に津波注意報[35]。
  - 23時24分 - 中国地方の日本海沿岸（13区）に津波注意報[35]。
  - 23時25分 - 石川県輪島から福井県の沿岸（10区）に津波注意報[35]。
  - 23時41分 - 山口県日本海沿岸から九州地方西海岸（17区）に津波注意報[35]。
  - 13日0時12分 - 6区と10区の津波注意報が津波警報に切り替え。
    - 緊急警報放送施行以来、大津波警報が出された初の事例でかつ、警報が間に合わなかった初の事例。この地震で、NHKでは2回緊急警報放送を実施[要出典]（1回目は警報発表直後に札幌放送局で、2回目は東京のスタジオに切り替わったとき）。

  - 13日3時35分 - 4区の津波警報解除[35]。
  - 13日3時50分 - 2区の津波警報と1区の津波注意報解除[35]。
  - 13日7時00分 - 3区と5区の津波警報（大津波）、6区と10区の津波警報、13区と17区の津波注意報が全て解除[35]。
- 8月8日 - グアム島沖を震源とする地震[34]
  - 津波注意報[34]。

1994年
- 10月4日22時22分 - 北海道東方沖地震(Mj8.2)[22][24][23]
  - 10月4日22時28分 - 津波警報[24][23]
  - 緊急警報放送実施[31]
  - 地震後ほどなくして津波警報発表。北海道南西沖地震の教訓が生き、北海道本土では死者・行方不明者が全く出なかった。
- 10月9日 - 北海道東方沖を震源とする地震[34]
  - 津波注意報[34]
  - 10月4日の地震の余震とみられる地震[34]
- 12月28日21時19分 - 三陸はるか沖地震（Mj7.6）[22][24][23]
  - 21時23分 - 東北地方の太平洋沿岸に津波警報、東北地方の日本海沿岸と陸奥湾及び北海道南東沿岸に津波注意報[24][23][37]。
    - 緊急警報放送実施[31]

  - 21時26分 - 北海道の太平洋沿岸に津波注意報[35]。
  - 21時31分 - 茨城県から静岡県の沿岸と東京湾及び伊豆諸島に津波注意報
  - 23時45分 - 津波警報・注意報解除[37]。[35]。
    - 岩手県宮古で22時12分に55cm、宮城県鮎川で22時33分に53cm、青森県八戸で23時02分に44cmの津波を観測した[37]。

1995年
- 1月7日 - 三陸はるか沖を震源とする地震[34]
  - 津波注意報[34]
  - 三陸はるか沖地震の余震とみられる地震[34]
- 7月31日 - チリ北部を震源とする地震[34]
  - 津波注意報[34]
- 10月10日 - メキシコ太平洋岸を震源とする地震[34]
  - 津波注意報[34]
- 10月19日11時41分 - 奄美大島近海の地震(Mj6.9)[22][24][23]
  - 10月19日11時49分 - 津波警報[24][23]
  - 緊急警報放送実施[31]
- 12月4日2時13分 - 択捉島を震源とする地震[34][35]
  - 4日2時22分 - 北海道の太平洋沿岸に津波注意報[34][35]。
  - 4日2時25分 - 東北地方の太平洋沿岸に津波注意報[35]。
  - 4日4時00分 - 注意報は全て解除[35]。

1996年
- 2月17日 - 福島県沖を震源とする地震[34]
  - 津波注意報[34]
- 2月17日14時59分 - インドネシア、イリアンジャヤの地震(M8.1)[24][23]
  - 17日17時30分 - 東京湾と伊豆諸島及び静岡県から沖縄県の太平洋沿岸に津波注意報[24][23][35]
  - 20時20分 - 北海道から千葉県野島崎の太平洋沿岸に津波注意報[35]
  - 21時25分 - 北海道から四国の太平洋沿岸の津波注意報が津波警報に切り替え[35]。
  - 緊急警報放送実施[31]
  - 父島で20時15分に1m3cmの津波が観測されたことから、北海道・本州・四国の全ての太平洋沿岸、北方四島・伊豆諸島の全ての海岸と東京湾・大阪湾沿岸に津波警報が、壱岐・対馬・五島列島などを含む九州・沖縄（南西諸島）・山口県の全ての海岸に津波注意報が発表され、潮岬で96cmの津波を観測[35]するなどしたが、大きな被害は発生しなかった。
  - 18日1時00分 - 警報・注意報は全て解除[35]。
- 2月22日 - ペルー沖を震源とする地震[34]
  - 津波注意報[34]
- 6月10日 - アリューシャン列島を震源とする地震[34]
  - 津波注意報[34]
- 9月5日 - 鳥島近海を震源とする地震[34]
  - 津波注意報[34]
- 10月19日23時44分 - 日向灘地震(Mj6.9)[22][24][23]
  - 10月19日23時49分 - 津波警報[24][23]
  - 緊急警報放送実施[31]

1997年
- 4月22日 - ニューギニア付近を震源とする地震[34]
  - 津波注意報[34]
- 9月30日 - 鳥島東方沖を震源とする地震[34]
  - 津波注意報[34]
- 12月5日20時26分 - カムチャツカ半島東岸を震源とする地震(M7.6)[38]
  - 津波注意報[34][38]
  - 津波の観測なし[38]。

1998年
- 5月4日8時30分 - 石垣島南方沖地震(Mj7.7)[22][24][23][39]
  - 5月4日8時39分 - 沖縄県の沿岸に津波警報[24][23][39]
  - 5月4日8時50分 - 山口県・九州の沿岸及び薩南諸島に津波注意報[39]
  - 5月4日8時51分 - 和歌山県から兵庫県南部と四国の太平洋沿岸に津波注意報[39]
  - 5月4日11時15分 - 津波警報・津波注意報はすべて解除[39]
  - 緊急警報放送実施[31]
  - 石垣港及び宮古島平良で最大10cm程度の津波を観測[39]。
- 11月29日23時10分 - モルッカ海南部を震源とする地震(M7.7)[34][40]
  - 11月30日1時55分 - 房総半島から西の太平洋沿岸、山口県、九州地方の西岸、南西諸島及び沖縄県内各島の沿岸に津波注意報[34]
  - 11月30日4時05分 - 津波注意報はすべて解除[40]

## 2000年代
2001年
- 12月18日13時2分 - 与那国島近海の地震(Mj7.3)[22][41]
  - 12月18日13時9分 - 宮古島・八重山地方の沿岸に津波注意報
  - 12月18日14時20分 - 注意報をすべて解除。
  - 津波の高さの最大は与那国島で13時18分に約10cmの津波が観測された。また、石垣島でも13時59分に5cm程度の津波が観測された

2002年
- 3月26日12時45分 - 石垣島近海の地震(Mj7.0)[22][24][23]
  - 3月26日12時54分 - 宮古島・八重山地方に津波警報、沖縄本島地方に津波注意報[24][23][42]
  - 3月26日13時30分 - 津波注意報はすべて解除[42]
  - 緊急警報放送実施[31]
  - 1999年の新体制施行以来初の緊急警報放送。宮古島、八重山諸島に津波警報が発表され2mの津波が予想されたが、地震の原因となった断層の活動が横ずれ型であったために、実際は微弱程度で済んだ。
- 3月31日15時52分 - 台湾付近の地震(Mj7.0)[22][24][23]
  - 3月31日16時2分 - 宮古島・八重山地方に津波警報、沖縄本島地方に津波注意報[24][23][43]
  - 3月31日16時40分 - 津波注意報はすべて解除[43]
  - 16時16分頃に与那国島久部良で20cm程度の津波を観測した[43]。
  - 宮古島、八重山諸島に津波警報（予想1m）、沖縄本島にも津波注意報（予想50cm）が発表されたが、津波による大きな被害は発生しなかった。

2003年
- 9月26日4時50分 - 十勝沖地震(Mj8.0)[22][24][23]
  - 9月26日4時56分 - 津波警報[24][23]
  - 北海道南西沖地震以来の、2mを越える高さの津波が北海道南東部に押し寄せた。津波警報発表にもかかわらず釣りに出ていた2名が津波に飲まれて行方不明になった（うち1名は2005年に遺体で発見）。この2名以外に死者・行方不明者は出なかった。
- 10月31日10時6分 - 宮城県沖の地震(Mj6.8)[22]
  - 10月31日10時55分 - 津波注意報
  - 10時53分に宮城県牡鹿町鮎川で30cmの津波が観測された結果、改めて解析を行い10時55分に宮城県に津波注意報を発表した[44]。

2004年
- 9月5日19時07分 - 紀伊半島南東沖地震(Mj7.1)[22][45][46]
  - 9月5日19時14分 - 和歌山県と三重県南部の沿岸に津波注意報
  - 9月5日20時15分 - 伊豆諸島、小笠原諸島、静岡県、愛知県外海、徳島県、高知県にも津波注意報を発表
  - 9月5日21時15分 - 津波注意報はすべて解除
  - 20時5分に神津島神津島港で最大波約50cmの津波を観測したほか、高知県から伊豆諸島の広い範囲で津波が観測された。
  - 関連するとみられる地震が大きく分けて3回発生しており、2回目の地震（次項）では津波警報も発表されNHKが緊急警報放送実施。一方で3回目の地震では津波注意報も含め津波予報は一切発表されなかった。
- 9月5日23時57分 - 紀伊半島南東沖地震(Mj7.4)[22][24][23]
  - 9月6日0時1分 - 和歌山県の沿岸に津波警報、徳島県、高知県の沿岸に津波注意報[47]
  - 9月6日0時3分 - 三重県南部と愛知県外海に津波警報、千葉県九十九里・外房、伊豆諸島、小笠原諸島、静岡県、伊勢・三河湾に津波注意報[47]
  - 9月6日2時40分 - 津波警報・注意報をすべて解除
  - 緊急警報放送実施[31]
  - 地震は9月5日の19時07分と23時57分に発生。2回目の地震で日付が変わった、翌9月6日0時01分に津波警報が発表されたため緊急警報放送実施。2回目の地震では、6日0時53分に神津島神津島港で93cmの津波を観測したほか、千葉県から四国の太平洋沿岸、伊豆諸島、小笠原諸島の広い範囲で津波が観測された[47]。
- 11月29日3時32分 - 釧路沖の地震(Mj7.1)[22]
  - 津波注意報
  - 釧路、根室地方で最大震度5強を観測。気象庁は北海道太平洋沿岸東部に津波注意報を発表し、同日4時50分に津波注意報を解除した。4時3分に根室市花咲で約10cm、釧路で4時9分に微弱の津波を観測した[48]。
- 12月6日23時15分 - 釧路沖の地震(Mj6.9)[22][49]
  - 12月6日23時20分 - 北海道太平洋沿岸東部に津波注意報
  - 12月6日23時55分 - 津波注意報はすべて解除

2005年
- 1月19日15時11分 - 関東東方沖の地震(Mj6.8)[22][50]。
  - 1月19日15時20分 - 伊豆諸島の沿岸に津波注意報
  - 1月19日16時55分 - 津波注意報はすべて解除
  - 16時0分に三宅島坪田で39cm、16時16分に神津島神津島港で約20cm、16時22分三宅島阿古で約20cmの津波を観測。
- 3月20日10時53分 - 福岡県西方沖地震(Mj7.0[22])[51]
  - 3月20日10時57分 - 福岡県日本海沿岸と壱岐・対馬の沿岸に津波注意報
  - 3月20日12時0分 - 津波注意報はすべて解除
- 8月16日11時46分 - 宮城県沖地震(Mj7.2)[22][52]
  - 8月16日11時50分 - 宮城県の沿岸に津波注意報
  - 8月16日13時15分 - 津波注意報はすべて解除
  - 石巻市鮎川で13cmの津波を観測。
- 11月15日6時39分 - 三陸沖の地震(Mj7.2)[22][53]
  - 11月15日6時46分 - 北海道太平洋沿岸中部と岩手県、宮城県、福島県に津波注意報
  - 11月15日7時42分 - 青森県太平洋沿岸及び茨城県の沿岸に津波注意報
  - 11月15日8時38分 - 津波注意報はすべて解除
  - 7時35分に大船渡で42cmの津波を観測

2006年
- 11月15日20時14分 - 千島列島東方の地震(Mj7.9)[22][24][23]
  - 11月15日20時29分 - 津波警報[24][23]
  - 緊急警報放送実施[31]
  - オホーツク海沿岸で津波予報史上初となる2mの津波予想がされた[注 3]。

2007年
- 1月13日13時23分 - 千島列島東方の地震(Mj8.2)[22][24][23]
  - 1月13日13時36分 - 北海道太平洋沿岸東部とオホーツク海沿岸に津波警報[24][23][54]。北海道太平洋沿岸中部、北海道太平洋沿岸西部、北海道日本海沿岸北部、 青森県太平洋沿岸、岩手県、宮城県、福島県、茨城県、 千葉県九十九里・外房、千葉県内房、伊豆諸島、相模湾・三浦半島、 静岡県、三重県南部、和歌山県に津波注意報[54]
  - 1月13日15時28分 - 小笠原諸島に津波注意報[54]
  - 1月13日17時59分 - 北海道太平洋沿岸東部とオホーツク海沿岸の津波警報を津波注意報に切り替え、北海道日本海沿岸北部の津波注意報を解除[54]
  - 1月13日19時45分 - オホーツク海沿岸の津波注意報を解除[54]
  - 1月13日21時30分 - 北海道太平洋沿岸中部、北海道太平洋沿岸西部、北海道日本海沿岸北部の津波注意報を解除[54]
  - 1月13日22時10分 - 津波注意報はすべて解除[54]
  - 緊急警報放送実施[31]
  - 予想の1mを超える津波は観測されなかったが、広い範囲で津波が観測された。
- 3月25日9時42分 - 能登半島地震(Mj6.9)[22]
  - 3月25日9時43分 - 石川県能登、石川県加賀に津波注意報[55]
  - 3月25日11時30分 - 津波注意報はすべて解除[55]
  - 初めて緊急地震速報システムを利用して津波予報を発信した事例。地震発生後わずか1分40秒後の9時43分に石川県の沿岸（能登、加賀）に津波注意報発表を伝えた。震度6強観測の地震という事もありNHKでは速やかに報道特別番組が組まれたが、津波注意報発表の一報の方が速かった。石川県金沢で11時08分、珠洲市長橋で11時13分に約20cmの津波が観測された。同日11時30分に注意報は解除された[56][57]。
- 4月20日10時45分 - 宮古島北西沖の地震(Mj6.7)[58][59]
  - 4月20日10時51分 - 宮古島・八重山地方に津波注意報[60]
  - 4月20日11時50分 - 津波注意報はすべて解除[60]
- 7月16日10時13分 - 新潟県中越沖地震(Mj6.8)[22]
  - 7月16日10時14分 - 新潟県上中下越、佐渡に津波注意報[61]
  - 7月16日11時20分 - 津波注意報はすべて解除[61]
  - 能登半島地震と同様、緊急地震速報システムによる津波予報により、地震発生からわずか1分で新潟県上中下越と佐渡の沿岸に津波注意報発表。柏崎で最大32cmの津波を観測し、同日11時20分に注意報解除[62]。なお、注意報解除後に酒田で24cmの津波が観測された。
- 8月2日11時37分（日本時間） - サハリン西方沖の地震(Mj6.8)[22]
  - 8月2日13時37分 - 北海道日本海沿岸北部に津波注意報[63]
  - 8月2日14時26分 - 津波注意報はすべて解除[63]
  - 13時03分に留萌港で20cm、13時33分に稚内港で10cmの津波が観測されたため地震発生から約2時間後の13時37分に気象庁は北海道日本海沿岸北部に津波注意報を発表した。注意報は同日14時26分に解除された。しかし後に留萌港などで観測された津波は、実は地震による津波ではなく複合的要因による潮位の変化であることが判明した[64]。
- 8月16日8時41分- ペルー沿岸の地震(Mw8.0)[65][66][67]
  - 8月17日1時4分 - 北海道から沖縄にかけての太平洋沿岸（東京湾、伊勢・三河湾、淡路島南部を除く）、伊豆諸島、小笠原諸島に津波注意報[68]
  - 8月17日13時00分 - 津波注意報はすべて解除[68]
  - 和歌山県那智勝浦町に5時過ぎに数cm程度の小さな津波を観測して以降、午前中を中心に北海道から沖縄にかけて10 - 20cm程度の津波が観測された。

2008年
- 7月19日11時39分 - 福島県沖の地震(Mj6.9)[22][69]
  - 7月19日11時41分 - 宮城県、福島県の沿岸に津波注意報
  - 7月19日13時20分 - 津波注意報はすべて解除
  - 緊急地震速報システムの活用により、同41分に注意報発表。岩手県、宮城県で10cm以上の津波が観測され石巻市鮎川で最大23cmを観測。
- 9月11日9時21分 - 十勝沖の地震[70][71](Mj7.1)[22]
  - 9月11日9時24分 - 北海道太平洋沿岸東部・中部・青森県太平洋沿岸・岩手県津波注意報
  - 9月11日10時45分 - 津波注意報はすべて解除
  - 9時56分頃に十勝港で第一波約10cmの津波を観測、浦河で10時50分頃に最大波18cmの津波を観測したほか根室市花咲、十勝港、八戸、むつ市関根浜、宮古で微弱な津波を観測した

2009年
- 1月4日4時44分 - ニューギニア付近の地震(Mw7.6)[72]
- 同日7時33分 - ニューギニア付近の地震(Mw7.4)[72]
  - 津波注意報
  - 7時27分に気象庁は、「若干の海面変動が予想される」旨の「津波予報（若干の海面変動）」を発表したが、約2時間半後の9時55分に父島二見で36cmの津波を観測したことを受け改めて解析した結果、下述の地域に注意報を発令した。
  - 10時8分 - 伊豆諸島、小笠原諸島、相模湾・三浦半島、静岡県、愛知県外海、三重県南部、和歌山県、徳島県、高知県に津波注意報。
  - 10時31分 - 宮崎県、鹿児島県東部、種子島・屋久島地方、奄美群島・トカラ列島に津波注意報。
  - 15時45分 - 津波注意報は全て解除。
  - なお、この地震では、和歌山県串本袋港最大43cmの津波を観測した他、千葉県から鹿児島県の広い範囲で津波が観測された[73]。
- 8月11日5時7分 - 駿河湾の地震(Mj6.5)[22]
  - 津波注意報
  - 同日5時10分に気象庁は静岡県、伊豆諸島に津波注意報を発表した。同日5時13分に焼津で引き波で62cm、5時46分に御前崎で36cmの津波を観測した他、東海地方と伊豆諸島で津波が観測された[74]。
- 8月17日9時5分 - 石垣島近海の地震(Mj6.7)[22]
  - 津波注意報
  - 同9時15分に宮古島・八重山地方に津波注意報を発表した。同10時00分に発表していた注意報を解除した。横ずれ断層型による地震だったため、津波は観測されなかった[75]。
- 8月17日19時10分 - 石垣島近海の地震(Mj6.6)[22][76]
  - 8月17日19時15分 - 宮古島・八重山地方に津波注意報
  - 8月17日19時59分 - 津波注意報をすべて解除
- 9月30日2時48分 - サモア諸島付近の地震(Mw7.9)[58][77]
  - 9月30日9時 - 北海道から九州・沖縄までの太平洋沿岸にかけて津波注意報
  - 9月30日15時- すべての津波注意報を解除
  - 久慈港で最大36cmの津波を観測したほか北海道から沖縄、伊豆・小笠原諸島の広い範囲で津波を観測した。なお震源近くであるアメリカ領サモアのパゴパゴでは最大で2m16cm、その他サモア、クック諸島、チリのイースター島、トンガ、バヌアツ、オーストラリアなど環太平洋地域の広い範囲で津波を観測した。

## 2010年代
2010年
- 2月7日15時10分 - 石垣島近海の地震（Mj6.5）[22]
  - 津波注意報
  - 15時10分ごろ、石垣島、西表島、与那国島などで震度3、宮古島で震度2を観測する地震が発生。気象庁は同日15時13分に宮古島・八重山地方に津波注意報を発表した。しかし横ずれ断層型による地震だったため津波は観測されず、同16時15分にすべての津波注意報を解除した[78][79]。
- 2月27日5時31分 - 沖縄本島近海の地震（Mj7.2）[24][23]
  - 2月27日5時33分 - 津波警報[24][23]
  - 緊急警報放送実施[31]
  - 緊急地震速報が発表された後に沖縄本島地方に津波警報が発表されたため、緊急警報放送を実施した。同日6時30分に発表されていた津波警報は観測された津波は10cm程度と予想されたものよりも小さかったため津波注意報に切り替わった。結果的に津波が発生しにくい横ずれ断層型の地震だったことが判明したため、同日7時に津波注意報は解除された。
- 2月27日15時34分 - チリ地震による津波（Mw8.8）[58][24]
  - 2月28日9時33分 - 青森県太平洋沿岸・岩手県・宮城県に津波警報（大津波）[24]。そのほかの北海道の太平洋沿岸から沖縄県までの太平洋沿岸と東京湾内湾、伊勢・三河湾、岡山県、淡路島南部の内海を含む広い地域に津波警報。
  - 緊急警報放送実施[31]
  - 遠地地震による津波警報であり気象庁は2月28日8時30分に行った記者会見であらかじめ「準備が整い次第大津波または津波警報を発表する」とした上で9時33分に発表した。津波警報（大津波）の発表は1993年の北海道南西沖地震以来17年ぶりで4例目。また、遠地地震での日本国内への津波警報（大津波）の発表はこれが初めてのことだった。なお、沖縄県本島地方では偶然にも2日続けて「津波警報」が発表されたことになった。
- 10月4日22時28分 - 宮古島近海の地震（Mj6.4）[22]
  - 津波注意報
  - 石垣島や宮古島などで震度4を観測。気象庁は同日22時32分に宮古島・八重山地方に津波注意報を発表したが、津波は観測されず同日23時15分に解除した。
- 12月22日2時19分 - 父島近海の地震（Mj7.8）[22][24][23]
  - 12月22日2時28分 - 津波警報[24][23]
  - 緊急警報放送実施[31]
  - 2時28分、震源地に近い小笠原諸島で1mの津波が予想されたため、津波警報が発表された。3時11分、父島二見で最大波高30cmの津波を観測した。3時58分には警報が注意報に切り替えられた。この地震では津波注意報が発表された八丈島でこの地震では最大である60cmの津波が観測された。

2011年
- 3月9日11時45分 - 三陸沖の地震（Mj7.3）[22][80]
  - 3月9日11時48分 - 東北地方の太平洋沿岸に津波注意報
  - 3月9日14時50分 - 津波注意報はすべて解除
  - 大船渡で最大55cmの津波を観測したほか、北海道から千葉県にかけての太平洋沿岸及び、八丈島と父島で津波が観測された。
  - 東北地方太平洋沖地震の前震
- 3月10日6時23分 - 三陸沖の地震（Mj6.8）[22][81][82]
  - 3月10日6時28分 - 福島県に津波注意報
  - 3月10日7時30分 - 津波注意報はすべて解除
  - 津波注意報が発表されていない宮城県石巻市鮎川で11cmの津波が観測されている[80]。
  - 東北地方太平洋沖地震の前震
- 3月11日14時46分 - 東北地方太平洋沖地震（Mw9.0）[24][23]
  - 3月11日14時49分 - 岩手県から福島県の沿岸に津波警報（大津波）[24][23]。ほか広範囲に津波警報・津波注意報。
  - 緊急警報放送実施[31]
  - 観測された潮位の中で最も高かったところは福島県相馬港で速報段階で7m30cm以上（後にデータを回収し、実際には9m30cm以上）の津波を観測。津波警報・津波注意報は範囲が拡大し、翌12日3時20分までに日本の沿岸部全域に津波警報・注意報が発表された。
- 3月28日7時24分 - 宮城県沖の地震（Mj6.5）[22]
  - 3月28日7時27分 - 宮城県に津波注意報
- 4月7日23時32分 - 宮城県沖の地震（Mj7.2）[22][24][23]
  - 4月7日23時34分 - 宮城県に津波警報[24][23]。青森県太平洋沿岸、岩手県、福島県、茨城県に津波注意報。
  - 緊急警報放送実施[31]
  - 4月8日0時55分 - 津波警報・注意報はすべて解除
- 4月11日17時16分 - 福島県浜通りの地震（Mj7.0）[22][24][23]
  - 4月11日17時18分 - 茨城県に津波警報[24][23]。宮城県、福島県、千葉県九十九里・外房に津波注意報。
  - 緊急警報放送実施[31]
  - 4月11日18時05分 - 津波警報・注意報はすべて解除
  - 東北地方太平洋沖地震の余震
- 6月23日6時51分 - 岩手県沖の地震（Mj6.9）[22]
  - 6月23日6時53分 - 岩手県に津波注意報
  - 6月23日7時45分 - 津波注意報はすべて解除
  - 東北地方太平洋沖地震の余震
- 7月10日9時57分 - 三陸沖の地震（Mj7.3）[22][83]
  - 7月10日10時00分 - 岩手〜福島各県に津波注意報
  - 7月10日11時45分 - 津波注意報はすべて解除
  - 仙台港で12cm、大船渡で10cm、相馬で9cmの津波を観測。
  - 東北地方太平洋沖地震の余震
- 8月19日14時36分 - 福島県沖の地震（Mj6.5）[22]
  - 8月19日14時38分 - 宮城県・福島県に津波注意報
  - 8月19日15時15分 - 津波注意報はすべて解除
  - 東北地方太平洋沖地震の余震

2012年
- 3月14日18時08分 - 三陸沖の地震（Mj6.9）[22][84]
  - 3月14日18時12分 - 青森県太平洋沿岸・岩手県に津波注意報
  - 3月14日18時35分 - 北海道太平洋沿岸東部・北海道太平洋沿岸中部に津波注意報
  - 3月14日19時40分 - 津波注意報はすべて解除
  - 青森県八戸市において21cm、北海道えりも町庶野で20cmの津波を観測したのをはじめ、北海道から東北地方北部の太平洋沿岸で10cm以下の津波を観測した。
  - 東北地方太平洋沖地震の余震
- 8月31日21時48分 - フィリピン中部・サマール島東の沖合の地震（Mw7.6）[58]
  - 8月31日22時07分 - 本州・四国・九州の太平洋沿岸及び伊豆諸島・小笠原諸島・南西諸島に津波注意報[85]
  - 9月1日0時10分 - 注意報はすべて解除
  - 8月31日から9月1日に日本国内で津波が観測された[86]。
- 12月7日17時18分 - 三陸沖の地震（Mj7.3）[22]
  - 12月7日17時22分 - 宮城県に津波警報、青森県太平洋沿岸・岩手県・福島県・茨城県に津波注意報
  - 緊急警報放送実施（終了信号が発信されたのは警報・注意報発表から38分後の18時00分）
  - 12月7日19時20分 - 津波警報・津波注意報はすべて解除
  - 宮城県石巻鮎川で1mの津波を観測したのをはじめ、東北地方太平洋沿岸で数10cmの津波を観測。
  - 東北地方太平洋沖地震の余震

2013年
- 2月6日10時12分 - サンタクルーズ諸島の地震（Mw7.9）[58]
  - 2月6日14時41分 - 北海道・本州・四国・九州の太平洋沿岸、伊豆・小笠原諸島、薩南諸島、沖縄県に津波注意報
  - 2月6日22時45分 - 注意報はすべて解除。なお、北海道釧路・浦河、三重県鳥羽では、注意報解除後に最大波の津波[87]を観測した。
  - 2月6日20時27分に八丈島八重根で40cmの津波を観測するなど各地で津波を観測。

- 10月26日2時10分 - 福島県沖の地震（Mw7.1）
  - 10月26日2時14分 - 福島県に津波注意報
  - 10月26日2時50分 - 岩手県・宮城県・茨城県・千葉県九十九里・外房に津波注意報
  - 10月26日4時05分 - 注意報はすべて解除。
  - 10月26日3時23分に久慈港で、3時38分には相馬港でそれぞれ40cmの津波を観測するなど各地で津波を観測。
  - 2013年3月の津波注意報改正以来初の津波注意報発表。
  - 東北地方太平洋沖地震の余震

2014年
- 4月2日8時46分 - 南米西部の地震（M8.2）
  - 4月3日3時00分 - 北海道太平洋沿岸、東北地方太平洋沿岸、茨城県、千葉県九十九里・外房、伊豆・小笠原諸島に津波注意報[88]。
  - 4月3日18時00分 - 津波注意報はすべて解除。
  - 4月3日12時22分に岩手県久慈で、日本国内では、最大となる60cmの津波を観測。なお、震源地に近いチリのイキケでは2m11cmの、イキケの北にあるピサグアでは2m1cmの津波をそれぞれ観測した[89]。
- 7月12日4時22分 - 福島県沖の地震（M6.8）
  - 7月12日4時26分 - 岩手県・宮城県・福島県に津波注意報[90]。
  - 7月12日6時15分 - 津波注意報はすべて解除[91]。
  - 東北地方太平洋沖地震の余震

2015年
- 2月17日8時6分 - 三陸沖の地震（M6.9）
  - 2月17日8時9分 - 岩手県に津波注意報[92]。
  - 2月17日10時20分 - 津波注意報はすべて解除[93]。
  - 久慈市で最大20cm、宮古市で最大10cmの津波を観測したほか、津波注意報の発表されていない青森県八戸市、青森県六ヶ所村、北海道えりも町でも最大10cmの津波が観測された。この地震の直前に2つの小規模地震が立て続けに発生した影響で震源位置に100km規模の誤差が生じていたことが判明し、地震後の解析では津波到達予想時刻は10分早く、津波注意報を岩手県沿岸のほか青森県太平洋沿岸と北海道太平洋沿岸中部にも発表されるべきだったことが明らかとなり、気象庁では現在の震源特定の技術では数分間で詳細に分析することは難しいが改善策を検討したいとしている[94]。
  - 東北地方太平洋沖地震の余震
- 4月20日10時43分 - 与那国島近海の地震（M6.8）
  - 4月20日10時47分 - 宮古島・八重山地方に津波注意報[95]。
  - 4月20日11時50分 - 津波注意報はすべて解除[96]。
- 5月3日1時50分 - 鳥島近海の地震（M5.9）
  - 5月3日2時39分 - 伊豆・小笠原諸島に津波注意報[97]。
  - 5月3日4時10分 - 津波注意報はすべて解除[98]。
- 9月17日7時54分 - 南米チリ中部沖の地震（M8.3）
  - 9月18日3時00分 - 北海道の太平洋沿岸東部・太平洋沿岸中部・太平洋沿岸西部、青森県の太平洋沿岸と日本海沿岸、岩手県、宮城県、福島県、茨城県、千葉県の九十九里・外房と内房、東京湾内湾、伊豆諸島、小笠原諸島、相模湾・三浦半島、静岡県、愛知県外海、伊勢・三河湾、三重県南部、和歌山県、徳島県、高知県、愛媛県宇和海沿岸、大分県の瀬戸内海沿岸・豊後水道沿岸、宮崎県、鹿児島県東部、鹿児島県西部、種子島・屋久島地方、奄美群島・トカラ列島、沖縄本島地方、宮古島・八重山地方、大東島地方に津波注意報[99]。
  - 9月18日16時40分 - 津波注意報はすべて解除[100]。
  - 太平洋沿岸や沖縄などで津波を観測。久慈港で18日9時38分に最大波80cmの津波を観測した[101]。なお、震源地に近いチリのコキンボでは、日本時間17日9時25分に、この地震では最大となる4.6mの津波を観測した。[102]
- 11月14日5時51分 - 薩摩半島西方沖の地震（M7.0）
  - 11月14日5時56分 - 種子島・屋久島地方、奄美群島・トカラ列島、鹿児島県西部に津波注意報[103]。
  - 11月14日7時20分 - 津波注意報はすべて解除[104]。

2016年
- 4月16日1時25分 - 熊本地震（M7.3）
  - 4月16日1時27分 - 有明海・八代海に津波注意報[105]。
  - 4月16日2時14分 - 津波注意報はすべて解除[106]。
  - 当初、M7.1と発表されていたがM7.3に更新された[107]。
- 11月22日5時59分 - 福島県沖の地震（M7.4）
  - 11月22日6時2分 - 福島県に津波警報。青森県太平洋沿岸、岩手県、宮城県、茨城県、千葉県九十九里・外房に津波注意報[108]。
  - 緊急警報放送実施
  - 11月22日7時26分 - 千葉県内房、伊豆諸島に津波注意報を追加[109]。
  - 11月22日8時9分 - 宮城県の津波注意報を津波警報へ切り替え[110]。
  - 11月22日9時46分 - 福島県と宮城県の津波警報を津波注意報へ切り替え。青森県太平洋沿岸、千葉県九十九里・外房、千葉県内房、伊豆諸島の津波注意報を解除[111]。
  - 11月22日12時50分 - 津波注意報はすべて解除[112]。
  - 当初、M7.3と発表されていたがM7.4に更新された[113]。
  - 東北沿岸から伊豆諸島にかけて津波を観測。仙台港で22日8時3分に140cm、相馬港で22日7時6分に90cm、石巻市鮎川で22日7時39分、石巻港で22日8時11分、久慈港で22日7時54分にそれぞれ80cmの津波を観測した[114]。
  - 東北地方太平洋沖地震の余震

2019年
- 6月18日22時22分 - 山形県沖地震（M6.7）
  - 6月18日22時24分 - 山形県、新潟県上中下越、佐渡、石川県能登に津波注意報[115]。
  - 6月19日1時2分 - 津波注意報はすべて解除[116]。
  - 当初、M6.8と発表されていたがM6.7に修正された。
  - 東北沿岸から北陸沿岸にかけて津波を観測。山形県鶴岡市鼠ヶ関で11cmの津波を観測した[117]。

## 2020年代
2021年
- 3月20日18時9分 - 宮城県沖地震（M6.9）[118]
  - 3月20日18時11分 - 宮城県に津波注意報[119]。
  - 3月20日19時30分 - 津波注意報はすべて解除[118]。
  - 備考
    - 当初、M7.2と発表されていたがM6.9に修正された[120]。
    - 東北地方太平洋沖地震の余震[121]

2022年
- 1月15日13時10分 - トンガのフンガ・トンガ噴火[122]
  - 1月16日0時15分 - 奄美群島・トカラ列島に津波警報[123]。北海道太平洋沿岸東部、北海道太平洋沿岸中部、北海道太平洋沿岸西部、青森県日本海沿岸、青森県太平洋沿岸、岩手県、宮城県、福島県、茨城県、千葉県九十九里・外房、千葉県内房、伊豆諸島、小笠原諸島、相模湾・三浦半島、静岡県、愛知県外海、伊勢・三河湾、三重県南部、和歌山県、徳島県、高知県、宮崎県、鹿児島県東部、種子島・屋久島地方、沖縄本島地方、大東島地方、宮古島・八重山地方に津波注意報[123]。
  - 緊急警報放送実施
  - 2時26分 - 久慈港での潮位変化が1.1mを超え、2時54分に岩手県沿岸部が津波警報に切替えられる[124]。なお、岩手県沿岸の警報切り替えで、2回目の緊急警報放送を実施した。
  - 4時07分 - 長崎県西方と鹿児島県西部に津波注意報[125]。
  - 7時30分 - 鹿児島県奄美群島とトカラ列島の津波警報が注意報に切り替え、岩手県沿岸部は警報継続[126]。
  - 11時20分 - 岩手県沿岸部の津波警報が注意報に切り替え[127]。
  - 14時00分 - 津波注意報は全て解除[128]。
  - 備考
    - 噴火による潮位変化であった[129]。
    - 15日19時に気象庁は「若干の海面変動が予想される津波予報（若干の海面変動）」を発表し、「日本への影響なし」と発表した[130][131]が、22時52分に小笠原父島で90cmの潮位変化を観測したのを皮切りに日本の沿岸で潮位変化が観測され、23時55分に奄美小湊で1.2mの潮位変化が観測された事から、改めて解析した結果、0時15分に上述の地域に警報・注意報が発表された[132]。
    - 1月16日午前2時から気象庁の宮岡一樹地震情報企画官が緊急会見。「現時点（2時33分）でこれが本当に津波かどうかわかっておりません。ただし、大きな潮位の変化が観測されておりますので、防災上の観点から津波警報、注意報の仕組みを使って防災対応を呼びかけているものです。」と述べた[133]
    - 気象庁では当面の間、噴火による潮位変化についても「遠地地震に関する情報」による情報提供を行い、津波警報や津波注意報で対応することになった[129]。
    - なお、日本国外でも、「フンガ・トンガ」に近いトンガで最大15m[134]、バヌアツで1m41cm、ニューカレドニアで1m10cm、ポートサンルイス（アメリカ・カリフォルニア州）で1m31cm、チリ沿岸部では1m22cmから1m74cmの津波を観測した[135]。

- 3月16日23時36分 - 福島県沖の地震（M7.4）
  - 23時39分 - 宮城県、福島県に津波注意報[136]
  - 17日5時00分 - 津波注意報は全て解除[137]

- 9月18日15時44分 - 台東地震 (2022年)（M6.9）
  - 15時49分 - 宮古島・八重山地方に津波注意報[138]。
  - 17時15分 - 津波注意報は全て解除[138]

2023年
- 10月5日11時00分頃 - 鳥島近海の地震 （M6.5）
  - 11時6分 - 伊豆諸島に津波注意報[139]
  - 13時15分 - 津波注意報は全て解除[140]
  - 備考
    - マグニチュードはM6.6からM6.5に更新された[141]。
    - 八丈島八重根で12時17分に30cmの津波を観測した[141]。

- 10月9日5時25分頃 - 鳥島近海の地震
  - 6時40分 - 伊豆諸島、小笠原諸島に津波注意報[142][143]。
  - 7時44分 - 高知県に津波注意報[144][143]
  - 7時51分 - 千葉県九十九里・外房、内房に津波注意報[145][146]。
  - 8時24分 - 宮崎県、鹿児島県東部、種子島・屋久島地方、奄美群島・トカラ列島に津波注意報[147][143]
  - 12時00分 - 津波注意報は全て解除[148]
  - 備考
    - 6時25分に八丈島八重根で40cmの津波を観測[149]した事から、上述の地域に順次津波注意報を発表した。
    - 八丈島で7時17分に60cm、三宅島坪田で8時11分に50cm、神津島港で8時00分に50cmなど、千葉県内房から種子島にかけての沿岸で津波を観測した[150]。

- 12月2日23時37分頃 - フィリピン付近の地震（M7.7）[151]
  - 23時56分 - 千葉県内房と伊豆諸島・小笠原諸島及び静岡県から鹿児島県東部の太平洋沿岸と宮古島・八重山地方に津波注意報を発表した[152]。
  - 3日3時19分 - 3時12分に奄美小湊で20cmの津波を観測した事を受け、奄美群島・トカラ列島に津波注意報発表[153]。
  - 3日7時00分 - 宮古島・八重山地方の注意報解除[154]。
  - 3日9時00分 - 津波注意報は全て解除。
    - この地震では、八丈島八重根で3日4時27分に40cmの津波を観測したほか、震源に近いフィリピン南スリガオ州の離島でこの地震では最大となる64cmの津波を観測した[155]。

2024年
- 1月1日16時10分頃 - 能登半島地震（M7.6）
  - 16時12分 - 石川県能登、石川県加賀、富山県、新潟県上中下越、佐渡に津波警報。北海道日本海沿岸南部、青森県日本海沿岸、秋田県、山形県、福井県、京都府、兵庫県北部、隠岐、島根県出雲・石見、山口県日本海沿岸に津波注意報。
  - 緊急警報放送実施[注 4]。
  - 16時22分 - 石川県能登の津波警報を大津波警報に、山形県、福井県、兵庫県北部の津波注意報を津波警報に、それぞれ切り替え。新たに、北海道日本海沿岸北部、北海道太平洋沿岸西部、福岡県日本海沿岸、佐賀県北部、壱岐・対馬に津波注意報。
  - 20時30分 - 石川県能登の大津波警報を津波警報に切り替え[156]。
  - 2日1時15分 - 各地の津波警報を津波注意報に切り替え[157]。
  - 2日2時30分 - 福岡県日本海沿岸と佐賀県北部の津波注意報を解除。
  - 2日7時30分 - 山口県日本海沿岸と島根県隠岐の津波注意報を解除。
  - 2日10時00分 - 津波注意報が全て解除。
  - 備考
    - 2013年3月の津波注意報等改正以来初の大津波警報発表。
    - この地震では、石川県輪島港で、1日16時21分に1.2m以上の津波を観測した[158]。気象庁は、石川県珠洲市の津波観測計のデータが入ってこない[159]事と、輪島港の津波観測計データが1日16時21分に1m20cmを観測して以降、入ってこない事を明らかにしている[160]。このうち、石川県珠洲市長橋（巨大津波計）では、地震後に撮影された空中写真によって地盤隆起によるとみられる海底の露出が確認され、観測不可能な状態であることが判明[161]し、その後の2月8日に、気象庁は「輪島で観測した1.2m以上の観測データ」について、『隆起で観測に不備があった可能性がある』などとして、輪島の津波観測データを欠測扱いにする事を決定した[162]。
    - また、珠洲市では、16時12分の津波警報発令前に津波が到達したとみられると専門家の分析で明らかになっている[163]。

- 4月3日8時58分頃 - 花蓮地震 (2024年)（M7.7）[164][注 5]
  - 9時01分 - 沖縄本島地方、宮古島・八重山地方に津波警報。
  - 緊急警報放送実施。
  - 10時40分 - 津波警報が津波注意報に切り替え。
  - 12時00分 - 津波注意報を解除。
    - この地震で、国内では与那国島久部良と宮古島平良で0.3m[注 6]、石垣島石垣港で20cmの津波が観測された。また、震源地に近い台湾では、北東部の宜蘭県烏石（ウーシ）で82cm、東部の台東県成功で54cmの津波を観測した[165]。
- 8月8日16時43分 - 日向灘の地震（M7.1）
  - 16時45分 - 宮崎県、高知県に津波注意報。
  - 16時52分 - 愛媛県宇和海沿岸、大分県豊後水道沿岸、鹿児島県東部、種子島・屋久島地方に津波注意報。
  - 19時00分 - 宮崎県を除くすべての地域で津波注意報解除
  - 22時00分 - 津波注意報をすべて解除。
  - 備考
    - マグニチュードはM6.9からM7.1に更新された。
    - この地震で17時14分、宮崎港で50cmの津波を観測した。
    - 南海トラフ地震臨時情報（巨大地震注意）を発表[166]。
- 9月24日8時14分 - 鳥島近海の地震（М5.8[注 7]）[167]
  - 8時20分 - 伊豆諸島・小笠原諸島に津波注意報。
  - 11時00分 - 津波注意報解除。
  - 備考
    - この地震では、八丈島八重根で、8時58分に50cmの津波を観測。
    - マグニチュード5.8は、日本周辺で津波を発生させた地震としては、最も値が小さい地震となった。

2025年
- 1月13日21時19分 - 日向灘地震（М6.6）[168]
  - 21時29分 - 宮崎県と高知県に津波注意報。
  - 23時50分 - 津波注意報解除[169]。
  - 備考
    - この地震では、宮崎港で21時48分に、日南油津港で22時04分に、それぞれ20cmの津波を観測した。
    - 速報値のマグニチュードは6.4で、その後に6.9に修正されたが、精査の結果6.6に再修正された。
    - 21時55分に南海トラフ地震臨時情報（調査中）を発表したが、「特段の防災対応を取る必要はない」として、23時45分、「調査終了」を発表した[170]。
- 7月30日8時25分 - 2025年カムチャツカ半島地震(M8.7)
  - 8時38分 - 北海道太平洋沿岸東部、北海道太平洋沿岸中部、青森県太平洋沿岸、岩手県、宮城県、福島県、茨城県、千葉県九十九里・外房、静岡県、小笠原諸島、三重県南部、和歌山県、宮崎県に津波注意報。
  - 9時40分 - 北海道太平洋沿岸東部、北海道太平洋沿岸中部、青森県太平洋沿岸、岩手県、宮城県、福島県、茨城県、千葉県九十九里・外房、静岡県、小笠原諸島、愛知県外海、三重県南部、和歌山県を津波警報に切り替え、新たに北海道太平洋沿岸西部、千葉県内房、伊豆諸島、相模湾・三浦半島、愛知県外海に津波警報、オホーツク海沿岸、北海道日本海沿岸北部、陸奥湾、青森県日本海沿岸、東京湾内湾、伊勢・三河湾、大阪府、兵庫県瀬戸内海沿岸、淡路島南部、岡山県、徳島県、高知県、愛媛県宇和海沿岸、大分県瀬戸内海沿岸、大分県豊後水道沿岸、鹿児島県東部、鹿児島県西部、種子島・屋久島地方、奄美群島・トカラ列島、沖縄本島地方、大東島地方、宮古島・八重山地方に津波注意報を発表。
  - 緊急警報放送実施。
  - 18時30分 - 北海道太平洋沿岸東部、北海道太平洋沿岸中部、北海道太平洋沿岸西部、青森県太平洋沿岸、岩手県、宮城県、福島県以外の津波警報を津波注意報に切り替え。
  - 20時45分 - 全ての津波警報を津波注意報に切り替え、岡山県の津波注意報解除。[171]
  - 翌31日10時45分 - 北海道太平洋沿岸東部、北海道太平洋沿岸中部、北海道太平洋沿岸西部、青森県太平洋沿岸、岩手県、宮城県、福島県、茨城県、千葉県九十九里・外房、伊豆諸島、種子島・屋久島地方以外の津波注意報解除。[172]
  - 16時30分 - 全ての津波注意報を解除[173]